# District de Miandrivazo
Le district de Miandrivazo est un district de la région de Menabe situé dans l'ouest de Madagascar,, avec une population estimée en juillet 2014 à 134 336 habitants.

## Communes
Ce district est subdivisé en 15 communes :
- Ambatolahy
- Ampanihy
- Ankavandra
- Ankondromena
- Ankotrofotsy
- Anosimena
- Bemahatazana
- Betsipolitra
- Dabolava
- Isalo
- Itondy
- Manambina
- Manandaza
- Miandrivazo
- Soaloka